# Puente Pulteney
El puente Pulteney es un puente que atraviesa el río Avon situado en Bath, condado de Somerset, Inglaterra. Fue diseñado por Robert Adam y fue finalizado en 1773. Es uno de los únicamente cinco puentes habitados existentes en el mundo, con tiendas a lo largo de ambas márgenes, como una floristería, una tienda de antigüedades, y un bar de zumos. 

## Historia

Puente Pulteney, visto desde el lado sur.

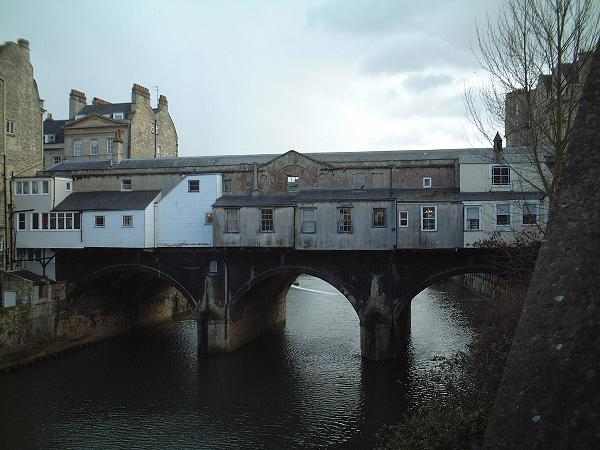
Puente Pulteney, visto desde el lado norte.

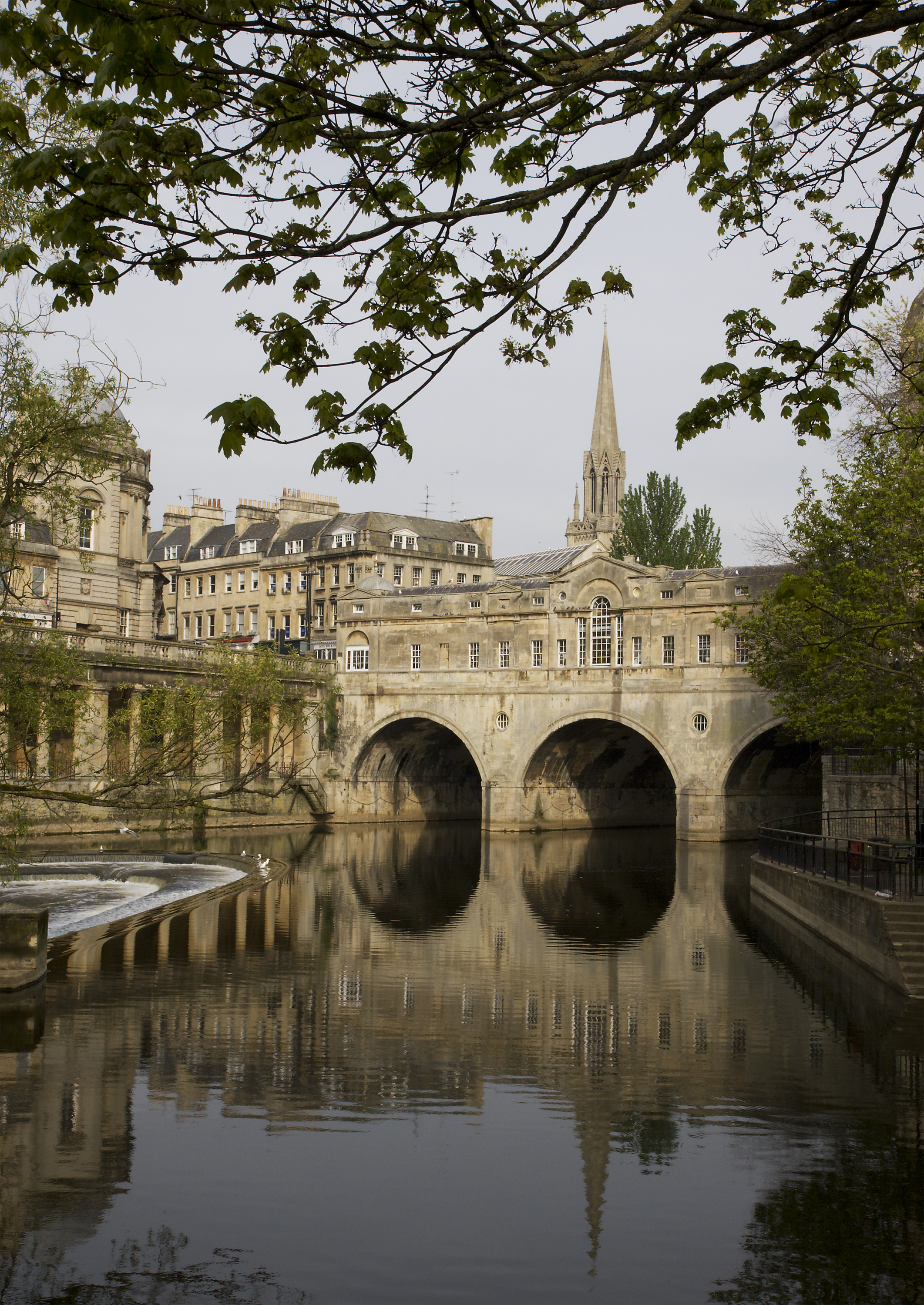
Puente Pulteney, Bath.

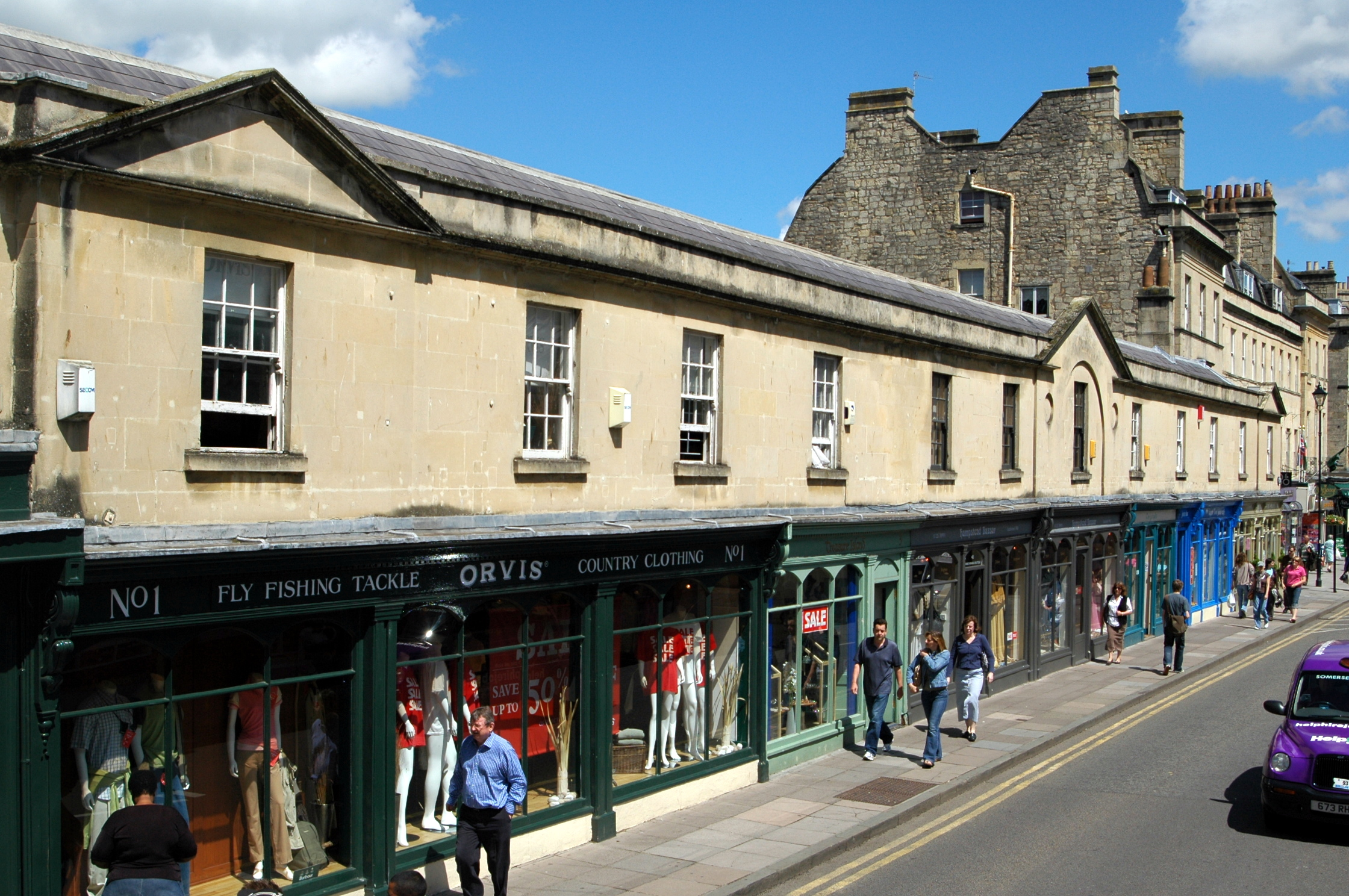
Fachadas de comercios en el puente Pulteney.

Lleva su nombre por Frances Pulteney, heredera en 1767 de la finca Bathwick al otro lado del río de Bath. Bathwick era una simple aldea en un entorno rural, pero el esposo de Frances, sir William Pulteney, 5.º Baronet, supo ver su potencial e hizo planes para crear una nueva ciudad, que se convertiría en un suburbio de la ciudad histórica de Bath. En primer lugar necesitaba mejorar el cruce de río, que se hacía en ese entonces con transbordadores: de ahí el puente. 
Pulteney se dirigió a los hermanos Robert y James Adam para que diseñasen su nueva ciudad, pero Robert Adam se vio comprometido también en el diseño del puente. En sus manos la simple construcción prevista por Pulteney se convirtió en una elegante estructura forrada con tiendas. Adam había visitado tanto Florencia como Venecia y conocía el puente Vecchio y el puente de Rialto. Pero el diseño de Adam se basó más en Andrea Palladio que en el modelo del Rialto. 
El puente Pulteney permaneció menos de veinte años en la forma original en que había sido diseñado por Adams: en 1792, se hicieron unas modificaciones para ampliar las tiendas que empañaron la elegancia de las fachadas; en 1799 y 1800 unas inundaciones destruyeron el lado norte del puente, que había sido construido con un cimiento insuficiente. Fue reconstruido por John Pinch, un inspector de la finca Pulteney, en una versión menos ambiciosa del diseño de Adán. En el siglo XIX los comerciantes alteraron las ventanas e hicieron voladizos sobre el río. El pabellón del extremo occidental en el lado sur fue demolido en 1903 para ampliar la carretera y su sustitución no fue una réplica exacta. 
La tendencia siguió en el siglo XX, con restauraciones en 1951 y 1975. Sin embargo, en los locales de Bath la leyenda sigue siendo que el puente fue diseñado teniendo en mente a una anciana —que ha lavado su cara, pero se ha olvidado de limpiar su trasero («had washed her face, but forgotten to wipe her arse»). Esta leyenda es debida a la apariencia prístina de la fachada principal, en contraste con la menos acertada fachada norte. Ahora es uno de los más conocidos edificios en una ciudad famosa por su arquitectura georgiana.